# 嘉義縣議會
23°27′33″N 120°17′29″E / 23.4592662°N 120.2915124°E
嘉義縣議會是中華民國嘉義縣的最高立法機關，位於嘉義縣朴子市。目前為第20屆縣議會，自2022年12月25日就任，議長為民主進步黨籍的張明達，副議長為民主進步黨籍的陳怡岳。

## 議會沿革
臺灣戰後初期的嘉義市是臺灣省九個省轄市之一，分為新東、新西、新南、新北四個區，並自臺南縣併入水上、太保二鄉改制為區，合為六個區之省轄市，並成立嘉義市參議會為嘉義縣議會前身。1950年重新調整行政區域，嘉義縣設立，原嘉義市參議會改稱「嘉義縣議會」。

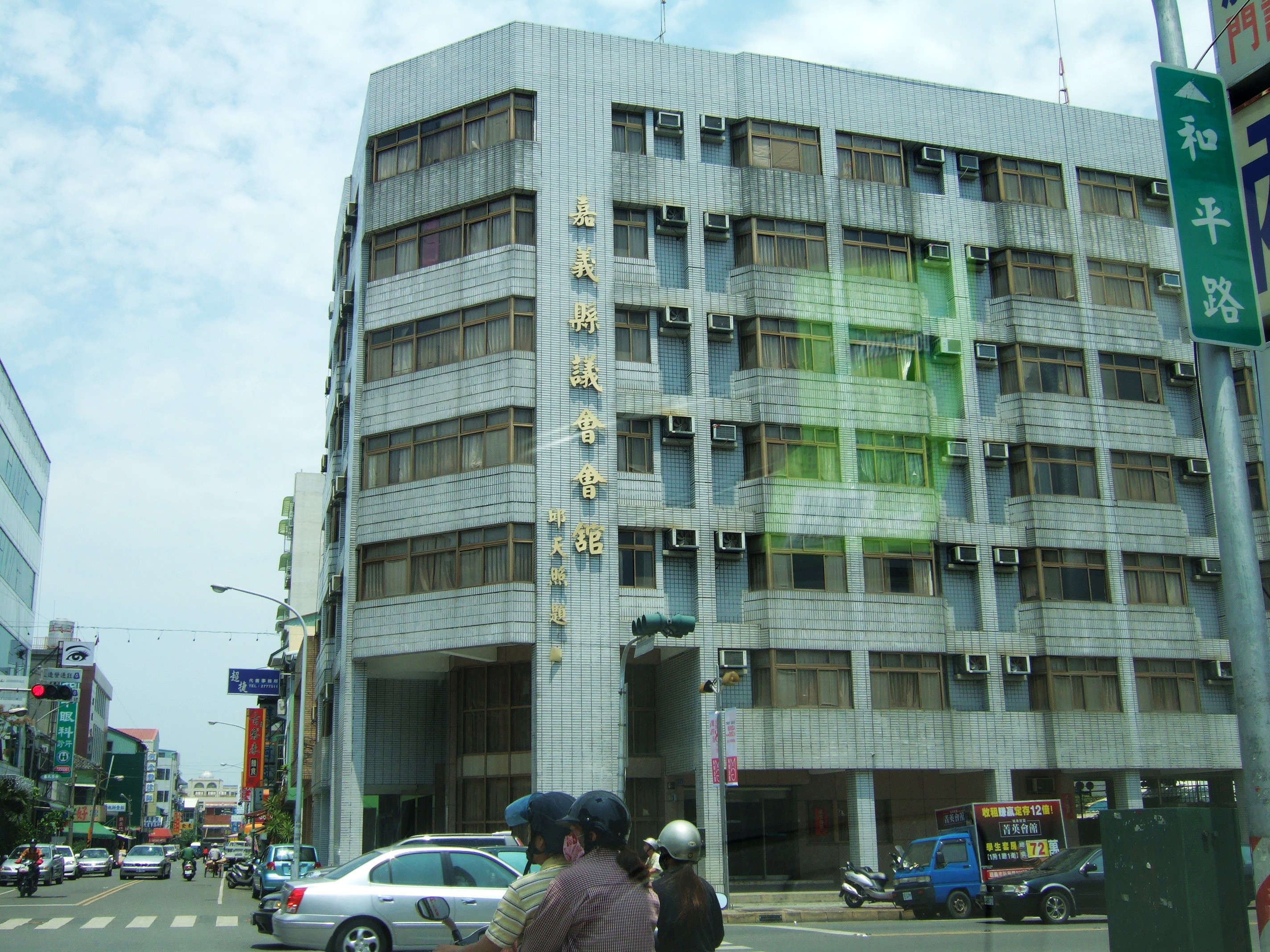
嘉義市東區中山路與和平路口，嘉義縣議會會館

## 席次分布
嘉義縣議會議會議員合計37席，平均分配於7個選區，席次分配如下
- 第一選舉區：8席（太保市、鹿草鄉、水上鄉）
- 第二選舉區：7席（民雄鄉、新港鄉）
- 第三選舉區：5席（大林鎮、溪口鄉、梅山鄉）
- 第四選舉區：6席（朴子市、東石鄉、六腳鄉）
- 第五選舉區：3席（布袋鎮、義竹鄉）
- 第六選舉區：7席（竹崎鄉、番路鄉、中埔鄉、大埔鄉、阿里山鄉）
- 第七選舉區：1席（全縣山地原住民選區）

### 歷屆議員
- 第一屆嘉義縣議員列表
- 第二屆嘉義縣議員列表
- 第三屆嘉義縣議員列表
- 第四屆嘉義縣議員列表
- 第五屆嘉義縣議員列表
- 第六屆嘉義縣議員列表
- 第七屆嘉義縣議員列表
- 第八屆嘉義縣議員列表
- 第九屆嘉義縣議員列表
- 第十屆嘉義縣議員列表
- 第十三屆嘉義縣議員列表
- 第十一屆嘉義縣議員列表
- 第十二屆嘉義縣議員列表
- 第十四屆嘉義縣議員列表
- 第十五屆嘉義縣議員列表
- 第十六屆嘉義縣議員列表
- 第十七屆嘉義縣議員列表
- 第十八屆嘉義縣議員列表
- 第十九屆嘉義縣議員列表
- 第二十屆嘉義縣議員列表

## 歷任正副議長
| 屆別     | 任期           | 任期           | 議長/副議長 | 議長/副議長 | 備註 |
| 屆別     | 就任日期       | 卸任日期       | 姓名        | 姓名        | 備註 |
| -------- | -------------- | -------------- | ----------- | ----------- | ---- |
| 第一屆   | 1951年2月1日   | 1953年2月16日  | 黃啟顯      | 吳原甲      |      |
| 第二屆   | 1953年2月16日  | 1955年2月15日  | 黃啟顯      | 吳原甲      |      |
| 第三屆   | 1955年2月16日  | 1958年2月20日  | 王國柱      | 林抱        |      |
| 第四屆   | 1958年2月21日  | 1961年2月20日  | 王國柱      | 黃清江      |      |
| 第五屆   | 1961年2月21日  | 1964年2月20日  | 黃老達      | 張文正      |      |
| 第六屆   | 1964年2月21日  | 1968年2月20日  | 林鎮榮      | 黃錫鏞      |      |
| 第七屆   | 1968年2月21日  | 1973年4月30日  | 張文正      | 蔡長銘      |      |
| 第八屆   | 1973年5月1日   | 1977年12月29日 | 張文正      | 蔡長銘      |      |
| 第九屆   | 1977年12月30日 | 1982年2月28日  | 蔡長銘      | 廖承維      |      |
| 第十屆   | 1982年3月1日   | 1986年2月28日  | 陳明文      | 邱俊男      |      |
| 第十一屆 | 1986年3月1日   | 1990年2月28日  | 邱天照      | 侯瑞煌      |      |
| 第十二屆 | 1990年3月1日   | 1994年2月28日  | 邱天照      | 蕭登標      |      |
| 第十三屆 | 1994年3月1日   | 1998年2月28日  | 蕭登標      | 董象        |      |
| 第十四屆 | 1998年3月1日   | 2002年2月28日  | 董象        | 侯清河      |      |
| 第十五屆 | 2002年3月1日   | 2006年2月28日  | 侯清河      | 余政達      |      |
| 第十六屆 | 2006年3月1日   | 2010年2月28日  | 余政達      | 張明達      |      |
| 第十七屆 | 2010年3月1日   | 2014年12月24日 | 余政達      | 張明達      |      |
| 第十八屆 | 2014年12月25日 | 2018年12月24日 | 張明達      | 陳怡岳      |      |
| 第十九屆 | 2018年12月25日 | 2022年12月24日 | 張明達      | 陳怡岳      |      |
| 第二十屆 | 2022年12月25日 | 2026年12月24日 | 張明達      | 陳怡岳      |      |

## 議會黨團幹部及審查委員會委員名單
| 政黨           | 政黨           | 議會黨團幹部                                                                                   | 加入黨團議員                                                                                   | 席次 |
| -------------- | -------------- | ---------------------------------------------------------------------------------------------- | ---------------------------------------------------------------------------------------------- | ---- |
| 民主進步黨黨團 | 民主進步黨黨團 | 於第四屆第一會期決定                                                                           |                                                                                                | 17   |
|                | 民主進步黨     | 於第四屆第一會期決定                                                                           | 該黨黨籍議員                                                                                   | 17   |
| 中國國民黨黨團 | 中國國民黨黨團 | 於第四屆第一會期決定                                                                           |                                                                                                | 8    |
|                | 中國國民黨     | 於第四屆第一會期決定                                                                           | 該黨黨籍議員                                                                                   | 8    |
|                | 無黨籍         | 楊秀琴、賴瓊如、陳福成、陳文忠、林岱杰、蔡政宜、蔡奇璋、黃金茂、何子凡、莊竣傑、武清山、黃嫈珺 | 楊秀琴、賴瓊如、陳福成、陳文忠、林岱杰、蔡政宜、蔡奇璋、黃金茂、何子凡、莊竣傑、武清山、黃嫈珺 | 12   |
| 總席次         | 總席次         | 總席次                                                                                         | 總席次                                                                                         | 37   |

### 委員會名單
| 委員會名稱             | 委員會成員 （召集委員以粗體字表示）                                                      | 受監督機關                                                                       |
| ---------------------- | ---------------------------------------------------------------------------------------- | -------------------------------------------------------------------------------- |
| 第一審查委員會 （6人） | 民主進步黨：張明達 · 中國國民黨：王啓澧、陳信文 · 無黨籍：蔡奇璋、楊秀琴、武清山         | 警察局                                                                           |
| 第一審查委員會 （6人） | 民主進步黨：張明達 · 中國國民黨：王啓澧、陳信文 · 無黨籍：蔡奇璋、楊秀琴、武清山         | 消防局                                                                           |
| 第一審查委員會 （6人） | 民主進步黨：張明達 · 中國國民黨：王啓澧、陳信文 · 無黨籍：蔡奇璋、楊秀琴、武清山         | 衛生局                                                                           |
| 第一審查委員會 （6人） | 民主進步黨：張明達 · 中國國民黨：王啓澧、陳信文 · 無黨籍：蔡奇璋、楊秀琴、武清山         | 社會局                                                                           |
| 第一審查委員會 （6人） | 民主進步黨：張明達 · 中國國民黨：王啓澧、陳信文 · 無黨籍：蔡奇璋、楊秀琴、武清山         | 民政處                                                                           |
| 第一審查委員會 （6人） | 民主進步黨：張明達 · 中國國民黨：王啓澧、陳信文 · 無黨籍：蔡奇璋、楊秀琴、武清山         | 綜合規劃處                                                                       |
| 第一審查委員會 （6人） | 民主進步黨：張明達 · 中國國民黨：王啓澧、陳信文 · 無黨籍：蔡奇璋、楊秀琴、武清山         | 勞工暨青年發展處                                                                 |
| 第二審查委員會 （6人） | 民主進步黨：陳柏麟、翁聰賢、林淑完、江季珍 · 中國國民黨：蔡信典、詹黃素蓮                | 財政稅務局                                                                       |
| 第二審查委員會 （6人） | 民主進步黨：陳柏麟、翁聰賢、林淑完、江季珍 · 中國國民黨：蔡信典、詹黃素蓮                | 主計處                                                                           |
| 第二審查委員會 （6人） | 民主進步黨：陳柏麟、翁聰賢、林淑完、江季珍 · 中國國民黨：蔡信典、詹黃素蓮                | 公車處                                                                           |
| 第三審查委員會 （6人） | 民主進步黨：黃啟豪、陳怡岳、莊信宗、黃惠汝、江佩曄 · 無黨籍：陳福成                      | 經濟發展處                                                                       |
| 第三審查委員會 （6人） | 民主進步黨：黃啟豪、陳怡岳、莊信宗、黃惠汝、江佩曄 · 無黨籍：陳福成                      | 農業處                                                                           |
| 第四審查委員會 （7人） | 民主進步黨：姜梅紅、江志明、黃榮利 · 中國國民黨：李國勝、詹琬蓁 · 無黨籍：陳文忠、莊竣傑 | 文化觀光局                                                                       |
| 第四審查委員會 （7人） | 民主進步黨：姜梅紅、江志明、黃榮利 · 中國國民黨：李國勝、詹琬蓁 · 無黨籍：陳文忠、莊竣傑 | 建設處                                                                           |
| 第四審查委員會 （7人） | 民主進步黨：姜梅紅、江志明、黃榮利 · 中國國民黨：李國勝、詹琬蓁 · 無黨籍：陳文忠、莊竣傑 | 水利處                                                                           |
| 第五審查委員會 （6人） | 民主進步黨：劉雅文 · 中國國民黨：吳思蓉 · 無黨籍：黃金茂、黃嫈珺、賴瓊如、何子凡         | 教育處                                                                           |
| 第五審查委員會 （6人） | 民主進步黨：劉雅文 · 中國國民黨：吳思蓉 · 無黨籍：黃金茂、黃嫈珺、賴瓊如、何子凡         | 行政處                                                                           |
| 第五審查委員會 （6人） | 民主進步黨：劉雅文 · 中國國民黨：吳思蓉 · 無黨籍：黃金茂、黃嫈珺、賴瓊如、何子凡         | 人事處                                                                           |
| 第五審查委員會 （6人） | 民主進步黨：劉雅文 · 中國國民黨：吳思蓉 · 無黨籍：黃金茂、黃嫈珺、賴瓊如、何子凡         | 政風處                                                                           |
| 第六審查委員會 （6人） | 民主進步黨：林秀琴、羅士洋、黃榮俊 · 中國國民黨：簡嘉億 · 無黨籍：蔡政宜、林岱杰         | 環境保護局                                                                       |
| 第六審查委員會 （6人） | 民主進步黨：林秀琴、羅士洋、黃榮俊 · 中國國民黨：簡嘉億 · 無黨籍：蔡政宜、林岱杰         | 衛生局                                                                           |
| 第六審查委員會 （6人） | 民主進步黨：林秀琴、羅士洋、黃榮俊 · 中國國民黨：簡嘉億 · 無黨籍：蔡政宜、林岱杰         | 地政處                                                                           |
| 第六審查委員會 （6人） | 民主進步黨：林秀琴、羅士洋、黃榮俊 · 中國國民黨：簡嘉億 · 無黨籍：蔡政宜、林岱杰         | 新聞行銷處                                                                       |
| 紀律委員會 （5人）     | 民主進步黨：陳怡岳、羅士洋、林秀琴 · 無黨籍：黃金茂、黃嫈珺                              | 民主進步黨：陳怡岳、羅士洋、林秀琴 · 無黨籍：黃金茂、黃嫈珺                      |
| 程序委員會 （6人）     | 民主進步黨：張明達、陳柏麟、黃啟豪 · 中國國民黨：詹琬蓁 · 無黨籍：陳福成、林岱杰         | 民主進步黨：張明達、陳柏麟、黃啟豪 · 中國國民黨：詹琬蓁 · 無黨籍：陳福成、林岱杰 |

## 外部連結
- 嘉義縣議會（页面存档备份，存于）（繁體中文）（英文）
- YouTube上的嘉義縣議會 議事播放頻道